# Brammer
Brammer ist eine Gemeinde im Kreis Rendsburg-Eckernförde in Schleswig-Holstein. Brammerau, Brammerhöh und Papenkamp liegen im Gemeindegebiet.

## Geografie und Verkehr
Brammer liegt etwa 15 Kilometer südlich von Rendsburg am Ochsenweg im Naturpark Aukrug in einer sehr waldreichen Gegend. Der Ort ist über die Landesstraße 328 (ehem. Bundesstraße 205), die Bundesautobahn 7 und die Bahnstrecke von Rendsburg nach Neumünster gut zu erreichen.
Durch den Ortsteil Brammerau und den Ort selbst fließt die Brammer Au. In der Mitte des Ortes wurde im Jahr 2003 ein Neubaugebiet, die Barlohe, erschlossen.
Der Mittelpunkt Schleswig-Holsteins befindet sich 4 km südöstlich in Richtung Nortorf.

## Geschichte
Der Ort wurde 1442 erstmals als to Brammer erwähnt, wurde aber wohl schon im 12. oder 13. Jahrhundert gegründet. Der Ortsname leitet sich vom niederdeutschen Wort für Brombeere ab.

## Politik

### Gemeindevertretung
Bei der Kommunalwahl am 14. Mai 2023 wurden insgesamt neun Sitze vergeben. Diese fielen erneut alle an die Kommunale Wählergemeinschaft Brammer. Die Wahlbeteiligung betrug 59,2 %.

### Wappen
Blasonierung: „In Grün über silbernem Wellenbalken eine silberne Brombeerranke mit zehn Blättern an zwei Blattständen und fünf Beeren. “

## Wirtschaft
Die Gemeinde ist überwiegend landwirtschaftlich geprägt. Im Ort befinden sich auch ein Baugeschäft, ein Fliesenlegerbetrieb, eine Baumschule, eine Gaststätte, ein Landmaschinenhandel, ein Gestüt sowie eine Kfz-Werkstatt.
Abwasserbeseitigung und Wasserversorgung erfolgen mit zentralen Einrichtungen, die sich im Ort selber befinden.

## Freizeit und Tourismus
Durch Brammer verläuft der Naturparkweg, der die fünf Naturparke in Schleswig-Holstein für Wanderer verbindet. Zum Gemeindegebiet gehört das Teilgebiet Kattsheide des Natura 2000-Schutzgebietes FFH-Gebiet Dünen bei Kattbek, sowie das bereit im Jahre 1938 errichtete Landschaftsschutzgebiet Sandergebiet westlich von Brammerau.
Ein kleines privates Museum, die Steenstuv Brammerau, zeigt in einer archäologischen Ausstellung rund 9.000 Steinwerkzeuge aus der Vorzeit.
Des Weiteren gibt es in Brammer den SSV Brammer. Dieser örtliche Sportverein bietet neben Herren-Fußball auch eine im Jahr 2003 gegründete Boulesparte an.
Der SSV verfügt über einen eigenen Sportplatz, der 1999 um Sanitäranlagen erweitert wurde und eine eigene Boulebahn.

## Persönlichkeiten
Der Bildhauer Manfred Sihle-Wissel (* 1934) hat in Brammer seinen Wohnsitz.